# Agonis undulata
Agonis undulata är en myrtenväxtart som beskrevs av George Bentham. Agonis undulata ingår i släktet Agonis och familjen myrtenväxter. Inga underarter finns listade i Catalogue of Life.